# جرمیا براون (قایقران)
جرمیا براون (انگلیسی: Jeremiah Brown؛ زادهٔ ۲۵ نوامبر ۱۹۸۵) ورزشکار روئینگ اهل کانادا است.
وی در مسابقات کشوری و بین‌المللی در مجموع برندهٔ ۱ مدال نقره، ۱ مدال برنز شده‌است.